# Alai (Schriftsteller)

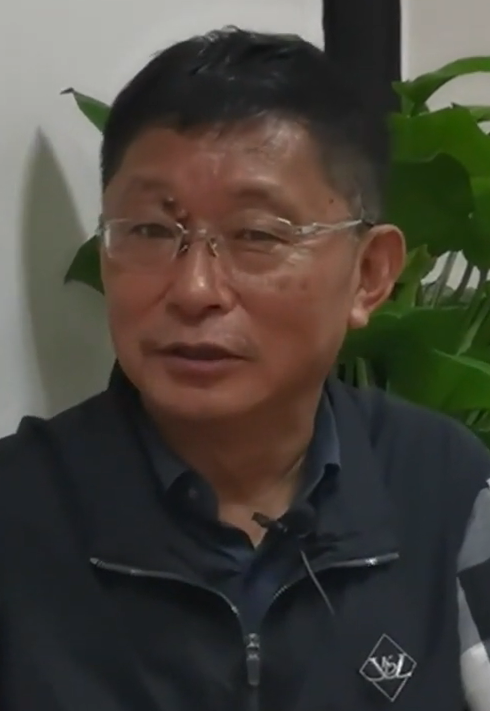
Alai

Alai (chinesisch 阿来, Pinyin Ālái, tibetisch ཨ་ལེ་ Wylie A-le; * 1959 im Kreis Barkam des Autonomen Bezirks Ngawa der Tibeter, im Norden der chinesischen Provinz Sichuan) ist ein tibetisch-chinesischer Schriftsteller.

## Leben
Alai wurde 1959 in der Nähe von Barkam in einem tibetischen Dorf geboren. Sein Vater war Tibeter, während seine Mutter der Hui-Minorität angehörte. Er erhielt eine Ausbildung als Chinesischlehrer und arbeitete nach Abschluss seiner Ausbildung kurz als Lehrer. 1996 zog er nach Chengdu und wurde dort Chefredakteur des Magazins 《科幻世界》 (Kē-huàn shìjiè, Science Fiction World). Alai ist mit einer Han-Chinesin verheiratet.
Alai veröffentlichte 1982 sein erstes Gedicht. Drei Jahre später, 1985, erhielt er für sein Gedicht Zhenxiang ni xinling de chibang (englisch Glide the wings of your heart) einen tibetischen Literaturpreis. 1989 veröffentlichte er unter dem Titel 《旧年的血迹》Jiùnián de xuèjì (engl. Bloodstains of the Bygone Years) eine Sammlung von Kurzgeschichten. International bekannt wurde er vor allem, nachdem er 2000 für seinen Roman 《尘埃落定》Chén'āiluòdìng (englisch Falling Dust, deutsch Roter Mohn) den renommiertesten chinesischen Literaturpreis, den Mao-Dun-Preis, erhalten hatte.

## Werke

### Chinesisch
- Léngmó Hé 《棱磨河》.
- Dàdì de jiētī 《大地的阶梯》.
- Jiù nián de xuèjì 《旧年的血迹》(Beijing, Zuòjiā chūbǎnshè 作家出版社 1989), ISBN 7-5063-0215-2.
- Yuèguāng xià de yínjiàng 《月光下的银匠》 (Wuhan, Cháng Jiāng wényì chūbǎnshè 长江文艺出版社 1999), ISBN 7-5354-1901-1.
- Chén’āi luòdìng 《尘埃落定》 (Beijing, Rénmín wénxué chūbǎnshè 人民文学出版社1998), ISBN 7-02-004939-7.
- Chén’āi fēiyáng 《尘埃飞扬》 (Chengdu, Sìchuān wényì chūbǎnshè 四川文艺出版社 2005), ISBN 7-5411-2361-7.
- Jìmò zhī wǔ 《寂寞之舞》 (Beijing, Huáwén chūbǎnshè 华文出版社 2003), ISBN 7-5075-1514-1.
- Jiù zhèyàng rìyì fēngyíng 《就这样日益丰盈》 (Beijing, Jiěfàngjūn wényì chūbǎnshè 解放军文艺出版社 2002), ISBN 7-5033-1450-8.
- Yáoyuǎn de wēnquán 《遥远的温泉》 (Chengdu, Sìchuān mínzú chūbǎnshè 四川民族出版社 2005), ISBN 7-5409-3083-7.
- Nièyuán 《孽缘》 und Yú 《鱼》 (Chengdu, Sìchuān mínzú chūbǎnshè 四川民族出版社 2005), ISBN 7-5409-3084-5. [zwei Romane in einem Band]
- Kōngshān 《空山》 (Beijing, Rénmín wénxué chūbǎnshè 人民文学出版社 2005), ISBN 7-02-005179-0.

### Übersetzungen
- Ferne Quellen. Aus dem Chinesischen übersetzt von Marc Hermann. Unionsverlag, Zürich 2011, ISBN 978-3-293-20523-9.
- Roter Mohn. Aus dem Chinesischen übersetzt von Karin Hasselblatt. Unionsverlag, Zürich 2004, ISBN 3-293-20340-X.
- Tashi Dawa; Alai; Sebo: An den Lederriemen geknotete Seele. Erzähler aus Tibet. Herausgegeben und aus dem Chinesischen übersetzt von Alice Grünfelder. Unionsverlag, Zürich 1997, ISBN 3-293-20160-1.
- Sources lointaines (Bleu de Chine). 2003, Paris, ISBN 2-910884-73-2. [französische Übersetzung von Yáoyuǎn de wēnquán 《遥远的温泉》; Übersetzerin: Marie-France de Mirbeck]